# تعهد (فیلم ۱۹۷۹)
«تعهد» (انگلیسی: The Promise (1979 film)) یک فیلم به کارگردانی گیلبرت کتس است که در سال ۱۹۷۹ منتشر شد.

## بازیگران
- کاتلین کویینلان
- استیون کالینز
- بیاتریس استرایت
- ویلیام پرینس
- بیبی بچ
- مایکل اوهر